# داریو پنه
داریو پنه (ایتالیایی: Dario Penne؛ زادهٔ ۱۷ فوریهٔ ۱۹۳۸) بازیگر، صداپیشه و مدیر دوبلاژ اهل ایتالیا است.
او دوبلور ایتالیایی آنتونی هاپکینز و مایکل کین در بیشتر نقش‌هایشان بوده و به‌جای بندر بندینگ رودریگز در فیوچراما صحبت کرده است.
از فیلم‌ها یا مجموعه‌های تلویزیونی که وی در آن‌ها نقش داشته است، می‌توان به در گرداب گناه و ستارگان پائین را می‌نگردند اشاره نمود.